# Angono
Angono là đô thị hạng 1 ở tỉnh Rizal, Philippines. Đô thị này có cự ly 30 km về phía đông Manila. Theo điều tra dân số năm 2007, đô thị này có dân số 97.209 người.

## Barangay
Angono được chia thành 10 barangay.
- Bagumbayan
- Kalayaan
- Mahabang Parang
- Poblacion Ibaba
- Poblacion Itaas
- San Isidro
- Santo Niño
- San Pedro
- San Roque
- San Vicente